# Xylaria mali
Xylaria mali és un fong fitopatogen que causa la podridura de l'arrel en diversos arbres fruiters.

## Descripció
Presenta un estroma de forma cilíndrica a espatulada, altament irregular, en general aplanat, no ramificat o ramificat des de la base, formant configuracions en forma de digitacions irregulars. L'estroma, en els primers estadis, és de color blanc, groguenc o marró grisenc i groc ataronjat als àpexs, quan l'estroma madura, es torna de color marró i finalment negre. Aquests trets fan que siguin una espècie fàcilment identificable.
És un patogen virulent del pomer amb potencial de danyar altres arbres, present a l'Oest Mitjà i al Sud-Est dels Estats Units d'Amèrica.